# Большой Козырь
Большой Козырь — река в России, протекает в Чердынском районе Пермского края. Устье реки находится в 1005 км по левому берегу реки Кама. Длина реки составляет 17 км. В 3,4 км от устья принимает слева приток — Малый Козырь.
Исток реки в лесном массиве в 14 км к юго-западу от Чердыни. Генеральное направление течения — юго-запад. Всё течение проходит по ненаселённому лесу, кроме Малого Козыря именных притоков не имеет. Впадает в Каму напротив деревни Шишигино.

## Данные водного реестра
По данным государственного водного реестра России относится к Камскому бассейновому округу, водохозяйственный участок реки — Кама от водомерного поста у села Бондюг до города Березники, речной подбассейн реки — бассейны притоков Камы до впадения Белой. Речной бассейн реки — Кама.
По данным геоинформационной системы водохозяйственного районирования территории РФ, подготовленной Федеральным агентством водных ресурсов:
- Код водного объекта в государственном водном реестре — 10010100212111100003870
- Код по гидрологической изученности (ГИ) — 111100387
- Код бассейна — 10.01.01.002
- Номер тома по ГИ — 11
- Выпуск по ГИ — 1